# Vacheresse
Vacheresse ist eine französische Gemeinde im Département Haute-Savoie in der Region Auvergne-Rhône-Alpes.

## Geographie
Vacheresse liegt auf 834 m über dem Meeresspiegel, 16 Kilometer ostsüdöstlich der Stadt Thonon-les-Bains (Luftlinie). Das Dorf erstreckt sich im Chablais, leicht erhöht am östlichen Talhang der Dranse d’Abondance, in den nördlichen Savoyer Alpen.
Die Fläche des 31,02 km² großen Gemeindegebiets umfasst einen Abschnitt des Vallée d’Abondance. Das Tal ist im Bereich von Vacheresse relativ offen und von Südosten nach Nordwesten ausgerichtet. Im Südwesten reicht das Gemeindeareal bis auf die Bergkette, welche das Vallée d’Abondance vom Tal der Dranse de Morzine trennt. Nach Osten erstreckt sich der Gemeindeboden in ein stark reliefiertes Gebiet, das von der Eau Noire und ihrem Seitenbach Nant de Darbon zur Dranse d’Abondance entwässert wird. Dieses Gebiet wird durch die Gipfel von Pointe de Pelluaz (1916 m), Pointe de Bénévent (2071 m), Pointe de Lachau (1962 m), Mont Chauffé (mit 2095 m die höchste Erhebung von Vacheresse) und Pointe d’Autigny (1807 m) abgegrenzt. An den Hängen befinden sich ausgedehnte Alpweiden. Ferner gehören auch die Bergseen Lac de Fontaine und Lac de Darbon zur Gemeinde.

### Gemeindegliederung
Zu Vacheresse gehören neben dem ursprünglichen Dorfzentrum verschiedene Weilersiedlungen, nämlich:
- Taverole (800 m) oberhalb der Mündung des Ruisseau de Taverole in die Dranse d’Abondance
- Fontany (800 m) an der Hauptstraße unterhalb von Vacheresse
- Écotex (837 m) am westlichen Talhang gegenüber von Vacheresse
- Les Granges (810 m) am westlichen Talhang
- Le Villard (860 m) auf einer Geländeterrasse oberhalb von Vacheresse
- La Revenette (860 m) am Eingang ins Tal der Eau Noire
- Ubine (1491 m), eine Alpsiedlung am Westfuss des Mont Chauffé
- Darbon (1578 m), eine Alpsiedlung im Tal des Nant de Darbon

Nachbargemeinden von Vacheresse sind Bernex im Norden, Novel und La Chapelle-d’Abondance im Osten, Abondance und Bonnevaux im Süden sowie La Baume und Chevenoz im Westen.

## Geschichte
Vacheresse gehörte früher zum Gebiet der Abtei Sainte-Marie-d’Abondance.

## Bevölkerung
| Jahr                       | 1962 | 1968 | 1975 | 1982 | 1990 | 1999 | 2006 |
| Einwohner                  | 613  | 571  | 559  | 523  | 533  | 606  | 715  |
| Quellen: Cassini und INSEE |      |      |      |      |      |      |      |

Mit 912 Einwohnern (Stand 1. Januar 2022) gehört Vacheresse zu den kleinen Gemeinden des Département Haute-Savoie. In den letzten Jahrzehnten wurde ein deutliches Wachstum der Einwohnerzahl verzeichnet. Außerhalb des alten Dorfkerns entstanden verschiedene Einfamilienhäuser.

## Wirtschaft und Infrastruktur
Vacheresse war bis weit ins 20. Jahrhundert hinein ein vorwiegend durch die Landwirtschaft geprägtes Dorf. Heute gibt es verschiedene Betriebe des lokalen Kleingewerbes; von Bedeutung ist auch die holzverarbeitende Industrie. Zahlreiche Erwerbstätige sind Wegpendler, die in den größeren Ortschaften der Umgebung ihrer Arbeit nachgehen. Die Region um Vacheresse ist ein beliebtes Sommerwandergebiet.
Die Ortschaft liegt an der Hauptstraße, die von Thonon-les-Bains in das Vallée d’Abondance führt.